# Viscount Mackintosh of Halifax
Viscount Mackintosh of Halifax, of Hethersett in the County of Norfolk, ist ein erblicher britischer Adelstitel in der Peerage of the United Kingdom.

## Verleihung und nachgeordnete Titel
Der Titel wurde am 10. Juli 1957 für den Unternehmer Harold Mackintosh, 1. Baron Mackintosh of Halifax, geschaffen.
Er war bereits am 28. Januar 1935 in der Baronetage of the United Kingdom zum Baronet, of Halifax in the West Riding of Yorkshire, sowie am 6. Februar 1948 in der Peerage of the United Kingdom zum Baron Mackintosh of Halifax, of Hethersett in the County of Norfolk, erhoben worden.
Heutiger Titelinhaber ist sein Enkel John Mackintosh als 3. Viscount.

## Liste der Viscounts Mackintosh of Halifax (1957)
- Harold Mackintosh, 1. Viscount Mackintosh of Halifax (1891–1964)
- John Mackintosh, 2. Viscount Mackintosh of Halifax (1921–1980)
- John Mackintosh, 3. Viscount Mackintosh of Halifax (* 1958)

Titelerbe (Heir apparent) ist der Sohn des aktuellen Titelinhabers Hon. Thomas Mackintosh (* 1985).